# Notting Hill (phim)
Notting Hill là bộ phim hài hước lãng mạn Anh phát hành vào năm 1999, do Roger Michell làm đạo diễn và Duncan Kenworthy sản xuất. Được Richard Curtis viết kịch bản, phim kể về câu chuyện tình giữa William "Will" Thacker (Hugh Grant), một người chủ hiệu sách du lịch đã ly hôn và nữ minh tinh Hollywood, Anna Scott (Julia Roberts). Phim còn có diễn xuất của Rhys Ifans, Emma Chambers, Tim McInnerny, Gina McKee và Hugh Bonneville.
Lấy bối cảnh chính tại Notting Hill, Luân Đôn, phim bắt đầu khởi quay vào ngày 17 tháng 4 năm 1998. Sau khi ra mắt tại Odeon, Leicester Square, Universal Pictures phát hành Notting Hill rộng rãi vào ngày 28 tháng 5 năm 1999. Phim nhận được các phản hồi tích cực từ các nhà phê bình, giành đề cử giải Quả cầu vàng cho "Phim ca nhạc hoặc phim hài hay nhất". Đây từng là bộ phim đạt doanh thu cao nhất của Anh, vượt ngưỡng 360 triệu đô-la Mỹ trên toàn cầu.

## Nội dung
William Thacker (Hugh Grant) là chủ một hiệu sách du lịch ở Notting Hill. Anh vẫn tự dằn vặt mình về người vợ đã ra đi với một người đàn ông trông giống hệt Harrison Ford. William ở cùng nhà với một người lập dị gốc xứ Welsh tên là Spike (Rhys Ifans). Thacker tình cờ gặp minh tinh Hollywood Anna Scott (Julia Roberts) khi cô tạt qua hiệu sách để mua một cuốn sách. Sau đó, cả hai va vào nhau trên phố và vô tình dây nước cam lên áo nhau. Anh đề nghị Anna về nhà mình ngay gần đó để thay áo và sau đó cô tặng William một nụ hôn.
Vài ngày sau, Spike nhớ "Có cô gái người Mỹ tên là Anna" đã gọi đến, mời William tới thăm ở khách sạn the Ritz, với tên giả được đăng ký là "Flintstone". Khi đến nơi, anh hoảng sợ tự nhận mình làm cho tạp chí Chó và Ngựa vì phòng của cô đang là nơi họp báo, khiến anh phải phỏng vấn cùng đoàn làm phim Helix của Anna dù chưa bao giờ xem phim này. Sau đó, William mời Anna tới dự sinh nhật em gái mình, Honey (Emma Chambers) tại nhà của Max (Tim McInnerny) và Bella (Gina McKee). Ở đó, họ chia sẻ câu chuyện của người mà họ cho là khốn khổ nhất và cả hai trèo đến một quảng trường khi bữa tiệc kết thúc. Hai người bắt đầu hẹn hò nhiều hơn, đi xem phim và đi ăn cùng nhau. Khi William đến phòng của Anna, anh gặp Jeff King (Alec Baldwin), người bạn trai là diễn viên mà Anna tưởng đã chia tay, đang ở sẵn trong phòng. Anna tỏ vẻ hối lỗi, trong khi William giả vờ làm người bồi bàn và bỏ đi.
Sau khi Anna và King chia tay, những bức ảnh nhạy cảm của cô bị rò rỉ ra bên ngoài và cô cần phải tránh đi một thời gian. Cô tìm đến nhà William và mong muốn ở lại đó. Sau khi cả hai ở cùng nhau cả ngày và có một đêm mặn nồng, William tìm thấy rất nhiều phóng viên chờ trước ngưỡng cửa nhà mình vào sáng sớm, do lời tiết lộ bất cẩn của Spike tại quán rượu. Giận dữ vì nghĩ William phản bội mình, Anna bảo rằng vụ bê bối này sẽ theo cô cả đời. Bị bất ngờ và tổn thương, William để cô đi mà không buồn tranh cãi.
Một năm sau, Anna tình cờ gặp lại William và mời anh vào phim trường khi đến Luân Đôn để thực hiện bộ phim của Henry James. William tình cờ nghe thấy bản ghi của bộ phim, nơi Anna khẳng định với bạn diễn rằng anh chỉ là "một chàng trai trong quá khứ", khiến William rời khỏi đó trong buồn bã. Ngày hôm sau, Anna đến hiệu sách của William và tặng anh bức họa La Mariée nguyên bản của Marc Chagall với hy vọng hàn gắn mối quan hệ của họ. William, trong lúc đang bị tổn thương, đã từ chối cô. Bạn bè của William sau đó khiến anh nhận ra mình đã phạm phải sai lầm và họ cùng nhau tìm kiếm Anna khắp Luân Đôn trên chiếc xe của Max. Khi đến được buổi họp báo của Anna tại Khách sạn Savoy, William đã thuyết phục cô ở lại Luân Đôn với anh. Cuối cùng, Anna và William kết hôn cùng nhau, với cảnh kết thúc bộ phim khi William và Anna đang có thai ngồi trên 1 chiếc ghế công viên tại Notting Hill.

## Diễn viên
- Julia Roberts trong vai Anna Scott, một nữ minh tinh Hollywood. Cô gặp William khi tạt vào mua tại hiệu sách của anh. Roberts là lựa chọn "duy nhất" cho vai này mặc dù cả Roger Michell và Duncan Kenworthy đều không kỳ vọng cô nhận đóng. Người đại diện của Roberts bảo với cô rằng "đây là kịch bản hài hước lãng mạn hay nhất mà cô từng đọc".[1] Roberts chia sẻ mình "quyết định sẽ phải đóng phim này bằng được" sau khi đọc xong kịch bản.[2]
- Hugh Grant trong vai William Thacker, người chủ hiệu sách chuyên về đề tài du lịch vừa li dị vợ. Lý do chọn Grant là dễ hiểu, khi Grant và Richard Curtis có mối quan hệ "kịch bản/diễn viên rất ăn ý". Michell cho rằng "Hugh đóng phim của Richard đạt hơn bất kỳ ai khác và Richard viết kịch bản cho Hugh cũng hay hơn bất kỳ ai".[1]
- Emma Chambers trong vai Honey Thacker, em gái William và là người hâm mộ Anna Scott. Vào cuối phim, cô kết hôn cùng Spike.
- Hugh Bonneville trong vai Bernie, một tay môi giới chứng khoán thất bại và bạn của William. Ông không nhận ra Anna Scott khi gặp cô và vô tình hỏi Anna kiếm được bao nhiêu cho bộ phim cuối cùng.
- Rhys Ifans trong vai Spike, một người lập dị ở chung nhà với William và luôn mơ trở thành nghệ sĩ. Sau này, anh kết hôn cùng Honey và trở thành em rể William. William miêu tả anh ta là "người ngu đần nhất thế giới và nhân lên hai lần".
- Tim McInnerny trong vai Max, người bạn thân nhất của William. William thường ở lại nhà Max, trong khi Max và Bella tổ chức tiệc sinh nhật của Honey tại nhà mình.
- Gina McKee trong vai Bella, một luật sư bị liệt hai chi và đã kết hôn cùng Max. Cô là một trong hai người phụ nữ mà Will từng yêu.
- James Dreyfus trong vai Martin, gã trợ lý vô dụng của William tại hiệu sách.

Việc tuyển vai những người bạn của Will: Bonneville, McInnerny, McKee, Chambers và Ifans giống như "lắp ráp một gia đình". Michell mô tả rằng: "Khi bạn tuyển vai một nhóm bạn, bạn phải xem xét sự cân bằng giữa chất lượng, loại hình và sự đa cảm. Chúng như những miếng ghép cần được ráp lại hoàn thiện và tôi nghĩ chúng tôi có một vài người ăn ý một cách thực tế."
Các nhân vật khác
- Richard McCabe trong vai Tony, một chủ hiệu ăn thất bại. Cả nhóm thường tụ tập ở quan ăn của Tony.
- Alec Baldwin trong vai bạn trai Anna nhưng không được ghi nhận.[3]
- Sanjeev Bhaskar trong vai nhà phê bình phim to mồm và ác ý, người nhắc tới Meg Ryan trong When Harry Met Sally (1989) là diễn viên đạt cực khoái mỗi khi được mời đi uống cà phê trong quán ăn mà Anna và William hẹn gặp.[4]
- Mischa Barton trong vai diễn viên nhí mà William phải giả vờ phỏng vấn cho tạp chí Chó và Ngựa.[5]
- Emily Mortimer trong vai "Cô gái hoàn hảo", một người mà William có thể hẹn hò để kết hôn.

## Sản xuất
Richard Curtis phát triển bộ phim từ những ý tưởng xuất hiện trong một đêm không ngủ. Ông miêu tả điểm bắt đầu là "ý tưởng một người hết sức bình thường hẹn hò với một người cực kỳ nổi tiếng và điều đó thay đổi cuộc đời họ thế nào". Mike Newell, đạo diễn của Bốn đám cưới và một đám ma (1994) được mời nhưng từ chối vì bận thực hiện dự án phim Pushing Tin (1999). Mike sau này thừa nhận đã lựa chọn sai lầm nhưng không hối hận về điều đó. Nhà sản xuất Duncan Kenworthy sau đó tìm đến Roger Michell, cho rằng "Tìm một người giỏi như Roger, giống hệt như tìm một diễn viên phù hợp cho mỗi nhân vật. Roger thực sự tỏa sáng."
Curtis chọn bối cảnh tại Notting Hill vì ông sống ở đó và biết rõ địa hình xung quanh, gọi đây là "nơi hoàn hảo để thực hiện một bộ phim". Điều này buộc nhà sản xuất phải quay phim trong một khu rất đông dân cư. Kenworthy nhận định "Ban đầu, chúng tôi có ý tưởng xây dựng một bối cảnh bên ngoài lớn. Như vậy ta có thể kiểm soát tốt hơn, vì chúng tôi lo ngại nếu Julia Roberts và Hugh Grant quay trên các tuyến phố, sẽ có hàng nghìn người đứng xem." Michell cho rằng khi "Hugh và Jula xuất hiện trên phố Portobello để quay phim có thể làm tắc đường do hàng nghìn người dân và các tay săn ảnh, gây ảnh hưởng tới việc quay phim". Tuy nhiên, một đội cảnh vệ được điều động để ngăn chặn điều này cũng như tránh gây ảnh hưởng tới người dân. Giám đốc địa điểm Sue Quinn mô tả việc tìm địa điểm và xin phép quay phim là "một nhiệm vụ khổng lồ". Quinn và đội ngũ của cô đã viết hàng nghìn lá thư đến người dân và hứa đóng góp cho quỹ từ thiện yêu thích của họ. Kết quả là có 200 quỹ từ thiện nhận được tiền đóng góp.

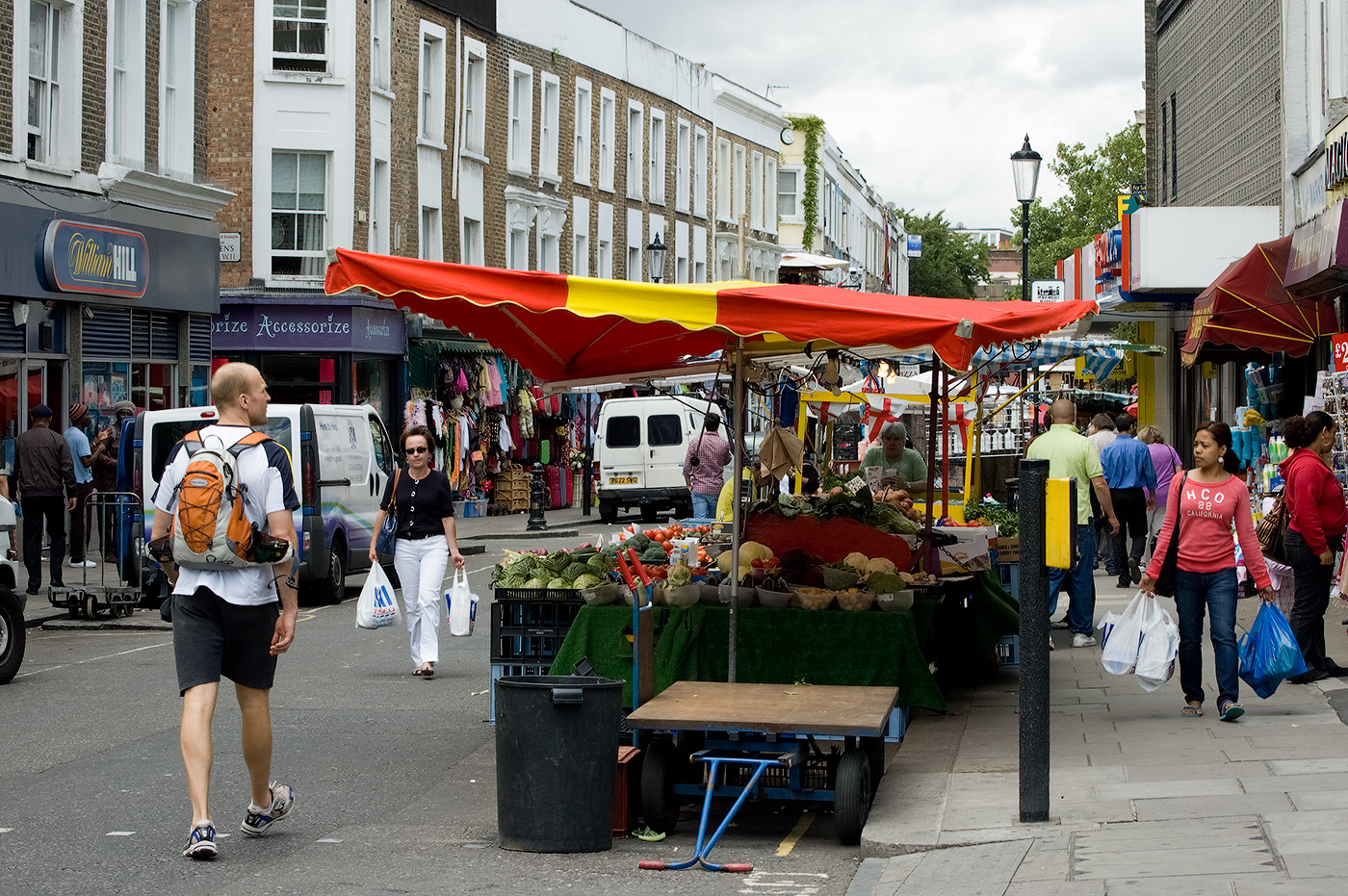
Phố Portobello, một trong những địa điểm chính thực hiện bộ phim.

Được cộng tác trong một bộ phim đương đại, nhà thiết kế sản xuất Stuart Craig cho rằng "chúng tôi đang đối mặt với những con phố hàng nghìn người, nhũng người kinh doanh, chủ các cửa hiệu và những người dân, khiến công việc trở nên phức tạp hơn." Bộ phim khởi quay vào ngày 17 tháng 4 năm 1998 ở Tây London và trường quay Shepperton. Cửa hàng sách của Will nằm trên phố Portobello, một trong những địa điểm chính thực hiện bộ phim. Một vài địa điểm khác ở Notting Hill cũng được sử dụng, bao gồm đường Westbourne Park, đường Golborne, đường Landsdowne và rạp chiếu phim Coronet. Ngôi nhà của nhân vật Will do chính Richard Curtis sở hữu, nằm ở số 280 đường Westbourne Park, với cánh cửa màu xanh đã gỡ ra để quyên góp từ thiện. Ở phía sau lối vào có 1 ngôi nhà nguy nga, thay vì căn hộ trong phim được dựng từ xưởng phim. Sau khi quay 6 tuần tại Notting Hill, đoàn làm phim chuyển tới khách sạn Ritz để ghi hình vào ban đêm, Khách sạn Savoy, Nhà hàng Nobu, Zen Garden của Khách sạn Hempel Hotel và tại Kenwood House. Đoàn làm phim gặp khó khăn khi ghi hình tại một buổi ra mắt phim, một trong những cảnh quay cuối cùng thực hiện. Michell muốn ghi hình tại Leicester Square nhưng bị từ chối, sau đó cảnh sát bắt gặp một vài người hâm mộ gây cản trở tại một buổi công chiếu phim của Leonardo DiCaprio và lo ngại chuyện tượng tự có thể lặp lai một lần nữa. Để đảm bảo an toàn, bộ phim cho phép dựng cảnh và ghi hình trong vòng 24 giờ đồng hồ. Bối cảnh cuối cùng ghi hình ngoại cảnh tại trường quay Shepperton. Bản nháp sau cùng của phim dài đến 3.5 tiếng, được biên tập lại còn 90 phút trong phiên bản phát hành chính thức.
Phim có xuất hiện bức họa La Mariée (1950) của Marc Chagall. Anna nhìn thấy bản in của bức tranh này tại nhà William, sau đó đã tặng anh bản gốc của bức tranh. Michell chia sẻ trên tuần báo Entertainment Weekly rằng bức tranh đó được chọn vì Curtis là một người hâm mộ của các tác phẩm của Chagall và La Mariée "mô tả 1 khao khát về một thứ gì đó đã mất". Nhà sản xuất định dùng bản vẽ lại nhưng phải được sự cho phép của người giữ bản quyền, cũng như sự thông qua của "Hiệp hội bản quyền Thiết kế và Nghệ sĩ". Sau cùng, Kenworthy cho biết "Chúng tôi nhất trí hủy bỏ nó. Họ lo ngại nếu bản giả của chúng tôi quá tốt, nó có thể lưu hành trên thị trường và làm nảy sinh một số vấn đề". Một vài chuyên gia cho rằng giá trị thực của bức tranh có thể lên tới khoảng từ 500.000 dến 1 triệu đô-la Mỹ.

### Âm nhạc
Âm nhạc trong phim được sáng tác bởi Trevor Jones. Một vài ca khúc bổ sung là những sáng tác bởi các nghệ sĩ khác, như phiên bản Elvis Costello trình bày lại ca khúc "She" của Charles Aznavour hay bản phối lại ca khúc "You've Got A Way" của Shania Twain. Phiên bản bản trình bày lại "When You Say Nothing at All" của Ronan Keating trích từ bộ phim đạt ngôi quán quân UK Singles Chart. Ban đầu, phiên bản gốc của "She" do Charles Aznavour trình bày được sử dụng trong phim, nhưng do không có kết quả khả quan từ các cuộc thử nghiệm với khán giả Mỹ, Richard Curtis đã đề nghị Costello thu âm ca khúc này.
| Danh sách bài hát | Danh sách bài hát                  | Danh sách bài hát                          | Danh sách bài hát       | Danh sách bài hát |
| STT               | Nhan đề                            | Sáng tác                                   | Nghệ sĩ                 | Thời lượng        |
| ----------------- | ---------------------------------- | ------------------------------------------ | ----------------------- | ----------------- |
| 1.                | "No Matter What"                   | Jim Steinman, Andrew Lloyd Webber          | Boyzone                 | 4:33              |
| 2.                | "You've Got a Way"                 | Robert John "Mutt" Lange, Shania Twain     | Shania Twain            | 3:21              |
| 3.                | "I Do (Cherish You)"               | Dan Hill, Keith Stegall                    | 98°                     | 3:45              |
| 4.                | "She"                              | Charles Aznavour, Herbert Kretzmer         | Elvis Costello          | 3:06              |
| 5.                | "Ain't No Sunshine"                | Bill Withers                               | Bill Withers            | 2:03              |
| 6.                | "How Can You Mend a Broken Heart?" | Barry Gibb, Robin Gibb                     | Al Green                | 6:24              |
| 7.                | "Gimme Some Lovin'"                | Spencer Davis, Muff Winwood, Steve Winwood | The Spencer Davis Group | 2:57              |
| 8.                | "When You Say Nothing at All"      | Paul Overstreet, Don Schlitz               | Ronan Keating           | 4:14              |
| 9.                | "Ain't No Sunshine"                | Bill Withers                               | Lighthouse Family       | 2:03              |
| 10.               | "From the Heart"                   | Diane Warren                               | Another Level           | 4:51              |
| 11.               | "Everything About You"             | Steve Poltz                                | Steve Poltz             | 3:55              |
| 12.               | "Will and Anna"                    |                                            | Trevor Jones            | 3:35              |
| 13.               | "Notting Hill"                     |                                            | Trevor Jones            | 4:45              |
| Tổng thời lượng:  | Tổng thời lượng:                   | Tổng thời lượng:                           | Tổng thời lượng:        | 49:32             |

## Phát hành
Bộ phim có buổi ra mắt tại Odeon, Leicester Square vào ngày 27 tháng 4 năm 1999. Hãng Universal Pictures phát hành phim rộng rãi vào ngày 28 tháng 5 năm 1999. Notting Hill từng là bộ phim đạt doanh thu cao nhất của Anh, thu về 116.089.678 đô-la Mỹ ở khu vực nội địa và tổng cộng 363.889.678 đô-la Mỹ trên toàn thế giới. Trong tuần đầu phát hành tại Hoa Kỳ, phim đạt doanh thu 27.700.000 đô-la Mỹ, phá vỡ kỷ lục mở màn lớn nhất đối với một bộ phim hài hước lãng mạn của Đám cưới của bạn tôi (1997), cũng do chính Roberts diễn xuất. Một tháng sau khi phát hành, phim lại để mất danh hiệu này vào tay Cô dâu bỏ trốn, lần nữa do Roberts đóng vai chính. Notting Hill thu về thêm 15.000.000 đô-la Mỹ trong tuần lễ kế tiếp. Đây là bộ phim có doanh thu cao thứ 16 vào năm 1999 và xếp thứ 251 trong danh sách phim ăn khách nhất mọi thời đại, tính đến tháng 9 năm 2015.

### Đánh giá chuyên môn
Notting Hill nhận được những phản hồi tích cực từ các nhà phê bình điện ảnh. Phim đạt "Chứng nhận tươi" với 85% đánh giá tích cực trên trang mạng tổng hợp đánh giá Rotten Tomatoes, dựa trên 98 bài bình luận mẫu và đạt số điểm trung bình 7.1. trên 10. Tại Metacritic, một trang chuyên cho điểm số trung bình dựa trên 100 đánh giá hàng đầu từ các nhà phê bình chính thống, bộ phim nhận được số điểm 66 dựa trên 33 bài đánh giá, xếp hạng "nhìn chung là ý kiến tán thành", là phim có đánh giá cao thứ 70 trong năm 1999. Dù vậy, phim chỉ đạt điểm B- theo cuộc khảo sát khán giả của trang mạng CinemaScore.
Derek Elle từ Variety gọi bộ phim "tài tình và e lệ" và so sánh một cách tiêu cực trước Bốn đám cưới và một đám ma. Bob Graham của San Francisco Chronicle khen ngợi cách mà phim đề cập đến bức tranh về "con dao hai lưỡi khi là người nổi tiếng" và đề cao dàn diễn viên. Trong bài đánh giá về bản DVD, John J. Puccio gọi bộ phim là "một câu chuyện cổ tích và Richard Curtis biết công chúng yêu thích một câu chuyện cổ tích đến nhường nào", đồng thời xem đây một bộ phim "ngọt ngào". Desson Howe của tờ Washington Post cho một đánh giá tích cực, đặc biệt ca ngợi diễn xuất của Rhys Ifans trong vai Spike. Roger Ebert khen ngợi "nét tươi sáng, hội thoại dí dỏm và thông minh, cùng sự dễ mến của nhân vật của Roberts và Grant". Paul Clinton của CNN cho rằng Notting Hill "nổi bật như một câu chuyện khôi hài và cảm động về tình yêu chống lại mọi thứ".
Janet Maslin từ The New York Times cho rằng bộ phim mang nét "lôi cuốn hào nhoáng" và đánh giá cao việc "không cưỡng ép dàn diễn viên phụ khôi hài thành những kẻ phiền nhiễu thường thấy trong thể loại hài kịch tình huống". Trong một bài đánh giá A- trên tờ Entertainment Weekly, Lisa Schwarzbaum cho rằng Notting Hill "tin tưởng một thế giới lý tưởng, nơi ngay cả đặc ân cũng được phép hưởng hạnh phúc". Trang BBC News chỉ trích tính thương mại mà các nhà phân phối phim thực hiện nhằm phục vụ cho khán giả Hoa Kỳ, với "cảm giác dàn dựng, mang đến sự lôi cuốn nhưng ở khía cạnh ngọt ngào đến mức phi thực tế về cuộc sống ở Luân Đôn và nước Anh lạ thường" của phim.
Notting Hill từng xuất hiện trong "Top 100 bộ phim xuất sắc nhất mọi thời đại" theo Viện Phim Anh.

### Giải thưởng
Tại Liên hoan phim Viện Hàn lâm Nghệ thuật Điện ảnh và Truyền hình Anh quốc năm 2000, Notting Hill giành giải thưởng cho "Phim phổ biến nhất", trong khi được đề cử giải The Alexander Korda cho "Phim Anh Quốc nổi bật" và Rhys Ifans được đề cử cho "Diễn viên nam phụ xuất sắc nhất". Sau khi giành giải British Comedy Awards 1999 cho "Phim hài xuất sắc nhất", phim tiếp tục giành giải Brit cho "Nhạc phim hay nhất" tại buổi lễ diễn ra ở Earl's Court, Luân Đôn. Trong mùa giải Empire năm 2000, phim đoạt 3 giải cho "Phim hay nhất", "Đạo diễn xuất sắc nhất" cho Roger Michell và "Nam diễn viên xuất sắc nhất" cho Hugh Grant. Phim giành thêm 3 đề cử nữa tại giải Quả cầu vàng lần thứ 57 cho "Phim ca nhạc hoặc phim hài hay nhất", "Nam diễn viên phim ca nhạc hoặc phim hài xuất sắc nhất" cho Hugh Grant và "Nữ diễn viên phim ca nhạc hoặc phim hài xuất sắc nhất" cho Julia Roberts.